# Champsosaurus
Champsosaurus ("krokodýlí ještěr") byl rod značně rozšířeného krokodýlům podobného plaza, žijícího v období pozdní křídy až eocénu na území Severní Ameriky, Evropy a možná i (současné) Indonésie. Tito plazi přežili velké vymírání na konci křídy před 66 miliony let.

## Popis
Tito starobylí plazi krokodýlovitého vzhledu se svými úzkými čelistmi značně podobali dnešním gaviálům a byli obojživelnými dravci. Největší zástupci dosahovali délky asi 3 - 3,5 metru, obvykle ale jen kolem 1,5 metru. Zkameněliny těchto rybožravých plazů ukazují, že se pohybovali laterálním vlněním těla, měli širokou bázi lebky pro ukotvení čelistních svalů a na souši se pohybovali spíše jen vzácně a poměrně neohrabaně. Byly objeveny také fosilie embryí těchto plazů. Ačkoliv champsosauři přežili vymírání na konci křídy, vyhynuli již dávno, asi před 25 miliony let v období miocénu. Dnes rozlišujeme celkem sedm druhů tohoto vyhynulého rodu.
Detailní výzkum obratlů champsosaurů a obratlů současných krokodýlů ukázal, že u champsosaurů byla kostní hmota poněkud hustší a páteř méně flexibilní než u krokodýlů. To může mít významné paleoekologické implikace pro champsosaury a jejich způsob života i predace.
Choristodeři byli poměrně značně rozšířenou skupinou plazů, z období rané křídy byly jejich fosilní otisky stop objeveny například i na území Jižní Koreje.